# Haemaphysalis spinigera
Haemaphysalis spinigera är en fästingart som beskrevs av Neumann 1897. Haemaphysalis spinigera ingår i släktet Haemaphysalis och familjen hårda fästingar. Inga underarter finns listade i Catalogue of Life.